# Gaston Mouly
Pour les articles homonymes, voir Mouly.
Gaston Mouly, né le 20 novembre 1922 à Goujounac et mort le 21 mars 1997 à Cahors, est un sculpteur et dessinateur d'art brut français.

## Biographie
Gaston Mouly s'installe comme maçon à son compte en 1946 et dirige son entreprise de maçonnerie à Lherm jusqu'à sa retraite en 1988.
En 1983, à la suite d'une hospitalisation, il se met à dessiner et à sculpter le ciment. Il réalise des « galettes » en ciment armé représentant des personnages, des panneaux en ciment colorés et, parfois, des sculptures de plus grande dimension décrivant des scènes rurales et de la vie quotidienne. Il dessine ses projets pour préparer ses armatures métalliques et cela l'amène, après sa rencontre avec Gérard Sendrey de la Création Franche à Bègles, à développer son activité de dessin, qui prolonge et renouvelle son œuvre sculptée à partir de 1989.
Réalisés sur de grands formats au crayon de couleur, ses dessins illustrent, pour la plupart, des scènes quotidiennes de la vie rurale.